# Tirso Duarte
 (octobre 2023).
Si vous disposez d'ouvrages ou d'articles de référence ou si vous connaissez des sites web de qualité traitant du thème abordé ici, merci de compléter l'article en donnant les références utiles à sa vérifiabilité et en les liant à la section « Notes et références ».
Pour les articles homonymes, voir Duarte.
Tirso Duarte, né à La Havane le 12 avril 1978 et mort à Tumaco en Colombie le 29 septembre 2023, est un chanteur, compositeur, pianiste et arrangeur musical cubain.

## Biographie
Après ses études à l’Amadeo Roldán Conservatorium, il a rejoint le groupe de Pachito Alonso.
Avant de créer son propre groupe, il joue avec NG La Banda sous la direction de José Luis Cortés, alias El Tosco, et avec La Charanga Habanera de David Calzado. Il chante aussi avec le célèbre groupe Pupy y Los Son, Son. Tirso Duarte est l’auteur de célèbres chansons dont Charanguero Mayor, La Vecina et Riqui Rincón. Tout en dirigeant son propre groupe, Tirso Duarte y la Sonoridad, il est aussi membre de l’Afro-Cuban All-Stars, sous la direction de Juan de Marcos González. Il a aussi joué et chanté dans le film Música cubana. 
Il est blessé à Tumaco dans le département de Nariño en Colombie lors d'événements confus, et transféré dans un hôpital à Pasto, capitale du département, en raison de la gravité de ses blessures. Il décède peu après le 29 septembre 2023 des suites d'un traumatisme crânien important malgré les efforts des médecins.